# Trần Thái Tông
Trần Thái Tông, né sous le nom Trần Cảnh en 1218 et mort en 1277, est l'empereur du Đại Việt (État prédécesseur du Viêt Nam) de 1226 à 1258. Il est le premier empereur de la dynastie Trần qui succède à la dynastie Lý. Son dernier descendant Lý Huệ Tông avait mené une vie dissolue, s'adonnant à la boisson, négligeant ses affaires et laissant le champ libre aux intrigues de ses courtisans tel le funeste Trần Thủ Độ qui trouva le moyen de placer son neveu Trần Cảnh sur le trône.

## Biographie

### Circonstances de sa prise de pouvoir
Lý Huệ Tông, le prédécesseur de Trần Thái Tông trop malade pour gouverner, après 13 ans de règne, fut forcé, en 1224, à abdiquer, par un stratagème de Trần Thủ Độ au profit de la seconde princesse Chiêu Thánh alors âgée seulement de 7 ans, et à se retirer dans un monastère, la pagode Chân Giáo, où Trần Thủ Độ contraignit l'ancien Empereur Ly au suicide à l'âge de 33 ans.
Plus tard, le courtisan Trần Thủ Độ arrangea un mariage (1225) entre la nouvelle impératrice sous le nom de Lý Chiêu Hoàng et son neveu Trần Cảnh.

### fondation de la dynastie Trần
En 1226, la dynastie Lý est renversée par le général Trần Thủ Độ, qui place son neveu Trần Cảnh sur le trône sous le nom de Trần Thái Tông, fondant ainsi la dynastie Trần. Trần Thủ Độ cherche alors à éliminer toute opposition politique.
Lorsque la reine Lý Chiêu Hoàng, âgée de 8 ans, est forcée d'abdiquer en faveur de son mari, Trần Cảnh, ce dernier met fin à la dynastie Lý et devient le premier représentant de la dynastie Trần.

### la dynastie Trần au pouvoir
Après avoir vaincu l’armée mongole en 1258, il cède son trône à son fils aîné Trần Thánh Tông.

### Liste des Trần
- 1225-1258 : Trần Thái Tông († 1290);Fondateur de la dynastie Trần qui succède à la dynastie Ly
- 1258-1278 : Trần Thánh Tông, son fils;2ème Empereur Trần
- 1278-1293 : Trần Nhân Tông, son fils, déposé ;3ème Empereur
- 1293-1314 : Trần Anh Tông, son fils, abdique ;4ème Empereur
- 1314-1329 : Trần Minh Tông, son fils, abdique ;5ème Empereur
- 1329-1341 : Trần Hiến Tông, son fils ;6ème Empereur
- 1341-1369 : Trần Dụ Tông, fils de Trần Minh Tông ;7ème Empereur
- 1369-1370 : Duong Nhât Lê, (usurpateur) ;8ème Empereur
- 1370-1372 : Trần Nghệ Tông, fils de Trần Minh Tông, abdique et meurt en 1394 ;9ème Empereur
- 1372-1377 : Trần Duệ Tông, son frère ;10ème Empereur
- 1377-1388 : Trần Phế Đế, son fils, abdique ;11ème Empereur
- 1388-1398 : Trần Thuận Tông, fils de Nghê Tông, abdique ;12ème Empereur
- 1398-1400 : Trần Thiếu Đế son fils, abdique.13ème Empereur